# 순경음
순경음(脣輕音) 또는 입술가벼운소리는 훈민정음에서 순음 아래 ㅇ을 연서(세로적기)해서 표시한 소리. 즉 ㅱ, ㅸ, ㅹ, ㆄ을 가리킨다. 순경음 중에 실제로 국어표기에 사용된 것은 ㅸ만이었으며, 나머지는 한자음의 표기에만 쓰였다.
훈민정음 초성 체계에는 들지 않았고 후록 부분 연서법에 설명이 있다.
ㅸ(가벼운비읍)는 경상도 사투리에 일부 남아있다.